# Балкон
Балкон (италијански: balcone, од balco, скела, потиче од персијске речи , али у српски језик је ушла из италијанског) је отворен, ограђен простор на спрату неке грађевине, вратима повезан са унутрашњим простором. Под балконом се најчешће подразумева конструкција која се састоји од истурене платформе, подупрте стубовима или ступцима или ослоњене на камене, гвоздене или дрвене конзолне греде; платформа је обично ограђена балустрадом, парапетима или решетком. Балкон може бити и делимично или потпуно увучен. Балкон који је покривен засебном надстрешницом или потпуно увучен зове се лођа.
У старом и средњем веку балкон је готово непознат. Од ренесансе, а нарочито барока, све се више појављује на прочељима грађевина.
Балкон у позоришту, биоскопу, концертној дворани је део гледалишта на узвишеној платформи, често са посебним улазом.